# كارلو بيس
كارلو بيس (بالفرنسية: Carlo Pace)‏ هو لاعب كرة قدم لوكسمبورغي، ولد في 7 أبريل 1978.

## وصلات خارجية
- كارلو بيس على موقع قاعدة بيانات كرة القدم.إي يو (الإنجليزية)